# Cross Plains (Wisconsin)
Cross Plains – miasto w Stanach Zjednoczonych, w stanie Wisconsin, w hrabstwie Dane.